# Husa malá
Husa malá (Anser erythropus) je malým druhem husy z řádu vrubozobých.

## Popis
- Délka těla: 56–66 cm
- Rozpětí křídel: 115–135 cm[2]

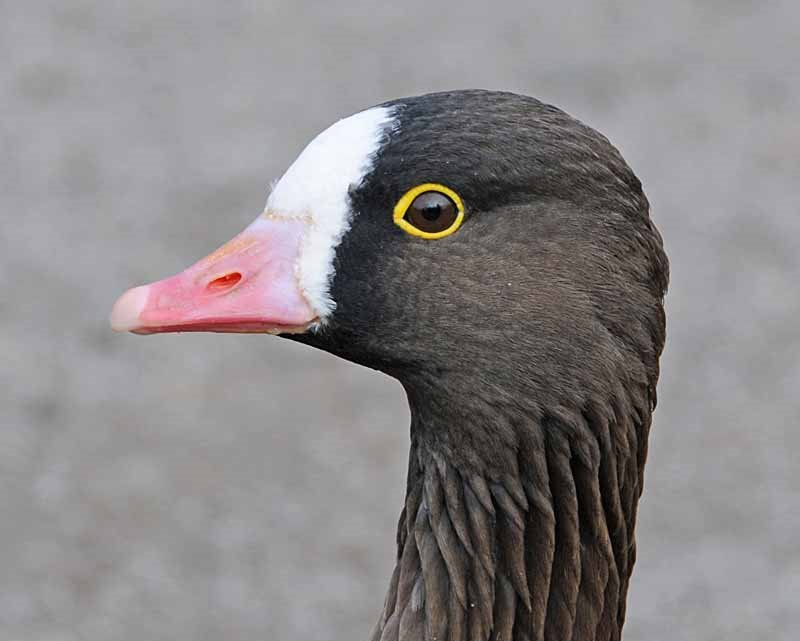
Detail hlavy

Vzhledem se nejvíce podobá příbuzné huse běločelé. Bývá sice menší, ale velcí jedinci husy malé mohou být větší než malí jedinci husy běločelé. Základním rozlišovacím znakem je žlutý kroužek kolem oka (což platí i o juvenilních jedincích) a v dospělosti bílá barva čela, zasahující až nad oko. Zobák je malý, poněkud kratší, vždy růžové barvy. Na světlém břiše jsou příčné černé skvrny, oproti huse běločelé je jich ale méně. Nohy jsou oranžově červené.

### Hlas
Hlasem se podobá huse běločelé, volání je ale ještě vyšší a pronikavější.

## Rozšíření
Husa malá je poměrně vzácným druhem, IUCN ji uvádí jako zranitelnou (celosvětová populace se odhaduje na 16–27 tisíc jedinců). Areál rozšíření zahrnuje nejsevernější oblasti Eurasie, kde hnízdí v mokřadech a rašeliništích vyšších nadmořských výšek. Ve Skandinávii byla reintrodukována a novým populacím je za pomoci pěstounských ptáků (v tomto případě berneška bělolící) vštěpován tah směrem na jihozápad do oblastí, kde se předpokládá nižší zatížení chemikáliemi a lovem.

### Výskyt v Česku

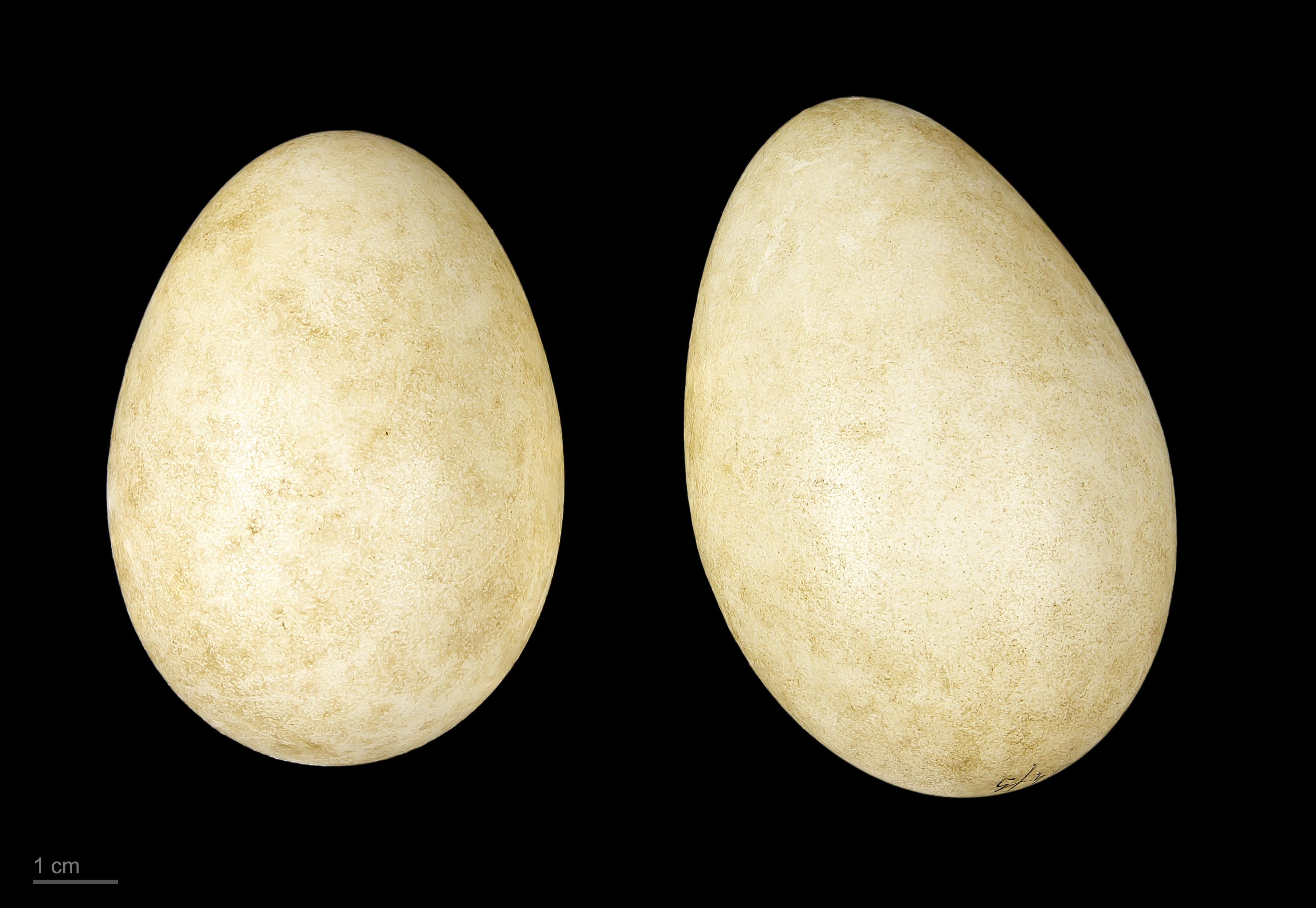
Vejce husy malé

V Česku se vyskytuje sporadicky na tahu, velmi vzácně zde i zimuje. Nejčastěji se objevuje na jižní Moravě. Faunistická komise České společnosti ornitologické eviduje po roce 1989 minimálně 29 pozorování husy malé na území ČR.